# Зоба
Зоба — река в России, протекает в Афанасьевском районе Кировской области. Устье реки находится в 4,9 км по правому берегу реки Чус. Длина реки составляет 13 км.
Исток реки на Верхнекамской возвышенности близ границы с Пермским краем у нежилой деревни Верхняя Зоба в 8 км к северо-востоку от села Георгиево (Бисеровское сельское поселение). Река течёт на юг, протекает несколько нежилых деревень. Впадает в Чус в 5 км к северу от села Бисерово.

## Данные водного реестра
По данным государственного водного реестра России относится к Камскому бассейновому округу, водохозяйственный участок реки — Кама от истока до водомерного поста у села Бондюг, речной подбассейн реки — бассейны притоков Камы до впадения Белой. Речной бассейн реки — Кама.
Код объекта в государственном водном реестре — 10010100112111100000535.